# Liste der Wappen in der Provinz Biella
Liste der Wappen in der Provinz Biella beinhaltet alle in der Wikipedia gelisteten Wappen der Provinz Biella in der Region Piemont (Italien). In dieser Liste werden die Wappen mit dem Gemeindelink angezeigt.

## Wappen der Provinz Biella

Provinz Biella
Lage in Italien

## Wappen der Gemeinden der Provinz Biella

Ailoche
Andorno Micca
Benna
Biella
Bioglio
Borriana
Brusnengo
Callabiana
Camandona
Camburzano
Campiglia Cervo
Candelo
Caprile
Casapinta
Castelletto Cervo
Cavaglià
Cerrione
Coggiola
Cossato
Crevacuore
Curino
Donato
Dorzano
Gaglianico
Gifflenga
Graglia
Lessona
Magnano
Massazza
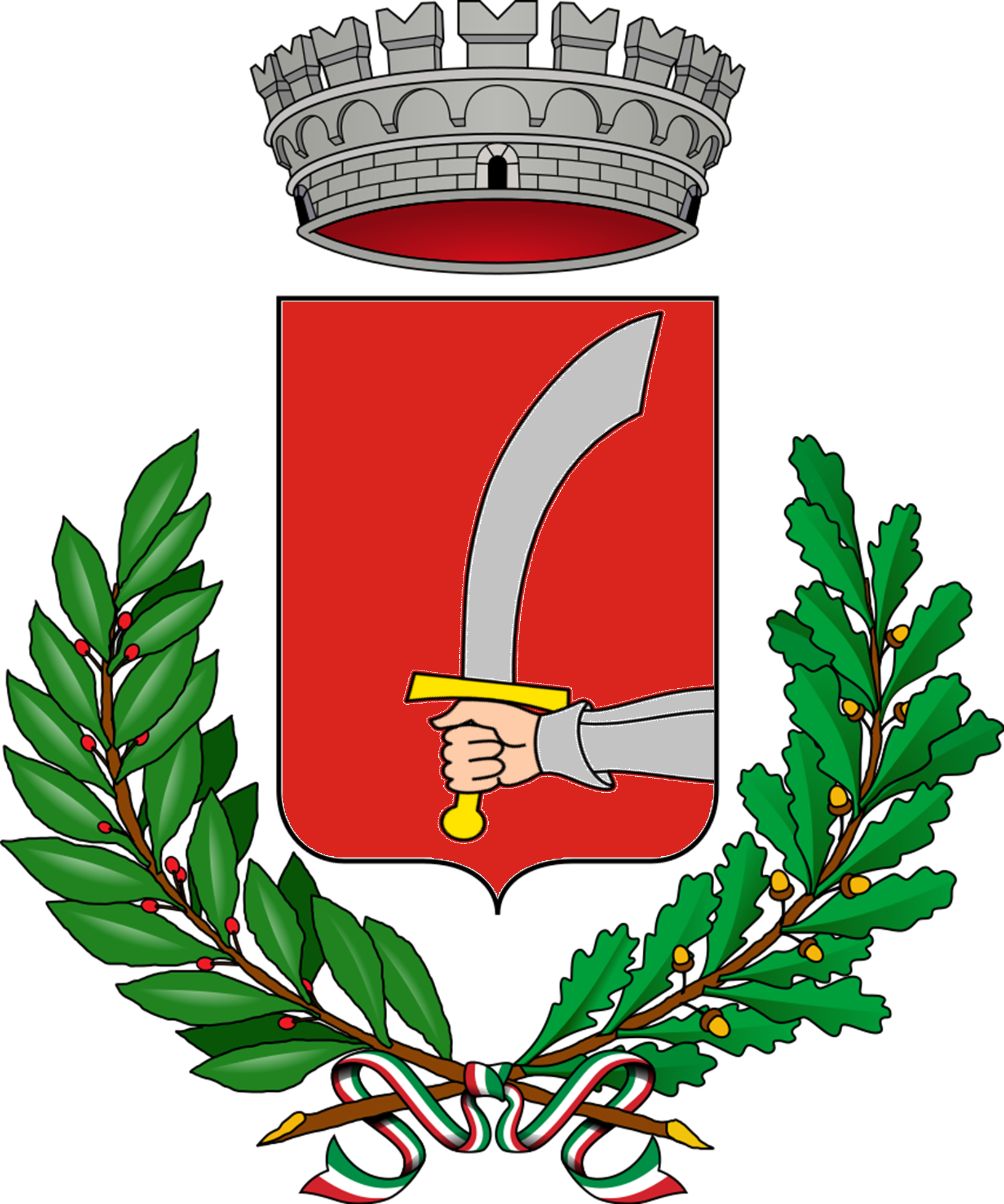
Masserano
Mezzana Mortigliengo
Miagliano
Mongrando
Mottalciata
Muzzano
Netro
Occhieppo Inferiore
Occhieppo Superiore
Pettinengo
Piatto
Piedicavallo
Pollone
Ponderano
Portula
Pralungo
Pray
Quaregna Cerreto
Ronco Biellese
Roppolo
Rosazza
Sagliano Micca
Sala Biellese
Salussola
Sandigliano
Sordevolo
Sostegno
Strona
Tavigliano
Ternengo
Tollegno
Torrazzo
Valdengo
Valdilana
Vallanzengo
Valle San Nicolao
Veglio
Verrone
Vigliano Biellese
Villa del Bosco
Villanova Biellese
Viverone
Zimone
Zubiena
Zumaglia